# Herman Heijermans Sr.
Herman Heijermans Sr. (* 1824 in Rotterdam; † 1910 ebenda) war ein niederländischer Journalist.
Heijermans schrieb während seiner gesamten Laufbahn, von ca. 1847 bis 1907, als er 83 Jahre war, für den Nieuwe Rotterdamsche Courant und war alleiniger Redakteur der Wochenzeitung Het Zondagsblad und Herausgeber der Satirezeitschrift De Humorist. Seiner Ehe mit Matilda geb. Moses Spiers (1833–1906) entsprangen elf Kinder, darunter die Malerin Marie Heijermans (1859–1937), die Pädagogin, Schriftstellerin und Journalistin Ida Heijermans (1861–1943), der Schriftsteller und Journalist Herman Heijermans (1864–1924) und der Arzt und Sozialmediziner Louis Heijermans (1873–1938). Die Familie wird als liberal jüdisch und kulturinteressiert beschrieben.

## Belege
1. ↑  De parelduiker. Jaargang 4 · dbnl. In: dbnl.org. Abgerufen am 16. Februar 2022.
2. ↑  Herman Heijermans Biografie. In: bibliotheek.nl. Abgerufen am 17. Februar 2022.
3. ↑  Herman Heijermans - Joodse bibliotheek - Joods Educatief Centrum 'Crescas'. In: joodsebibliotheek.nl. Abgerufen am 17. Februar 2022.

| Personendaten    | Personendaten               |
| ---------------- | --------------------------- |
| NAME             | Heijermans, Herman Sr.      |
| KURZBESCHREIBUNG | niederländischer Journalist |
| GEBURTSDATUM     | 1824                        |
| GEBURTSORT       | Rotterdam                   |
| STERBEDATUM      | 1910                        |
| STERBEORT        | Rotterdam                   |